# Tiếng Wallon
Tiếng Wallon (tiếng Wallon: Walon) là một trong những ngôn ngữ nhỏ của nhóm Rôman (thuộc hệ Ấn-Âu). Những người sử dụng tiếng Wallon chủ yếu cư ngụ tại nước Bỉ (và một ít tại nước Pháp và nước Hoa Kỳ). Có 600.000 người sử dụng tiếng Wallon, nhưng họ cũng sử dụng ngôn ngữ khác. Tiếng Wallon là một ngôn ngữ trong Nhóm ngôn ngữ Oïl như tiếng Pháp.
| Tiếng Wallon      | Tiếng Pháp          | Tiếng Việt            |
| ----------------- | ------------------- | --------------------- |
| Walon             | Wallon              | Wallon                |
| Diè wåde          | Adieu               | Chào (tạm biệt)       |
| Bondjoû           | Bonjour             | Chào (chào mừng)      |
| A                 | Salut               | Chào                  |
| Arvèy             | Au revoir           | Chào (hẹn gặp lại)    |
| Come on-z a dit   | Au revoir           | Chào (tôi đi)         |
| Comint vos dalez? | Comment allez-vous? | Bà/Ông có khỏe không? |
| Dji n' sai nén    | Je ne sais pas      | Tôi không biết        |

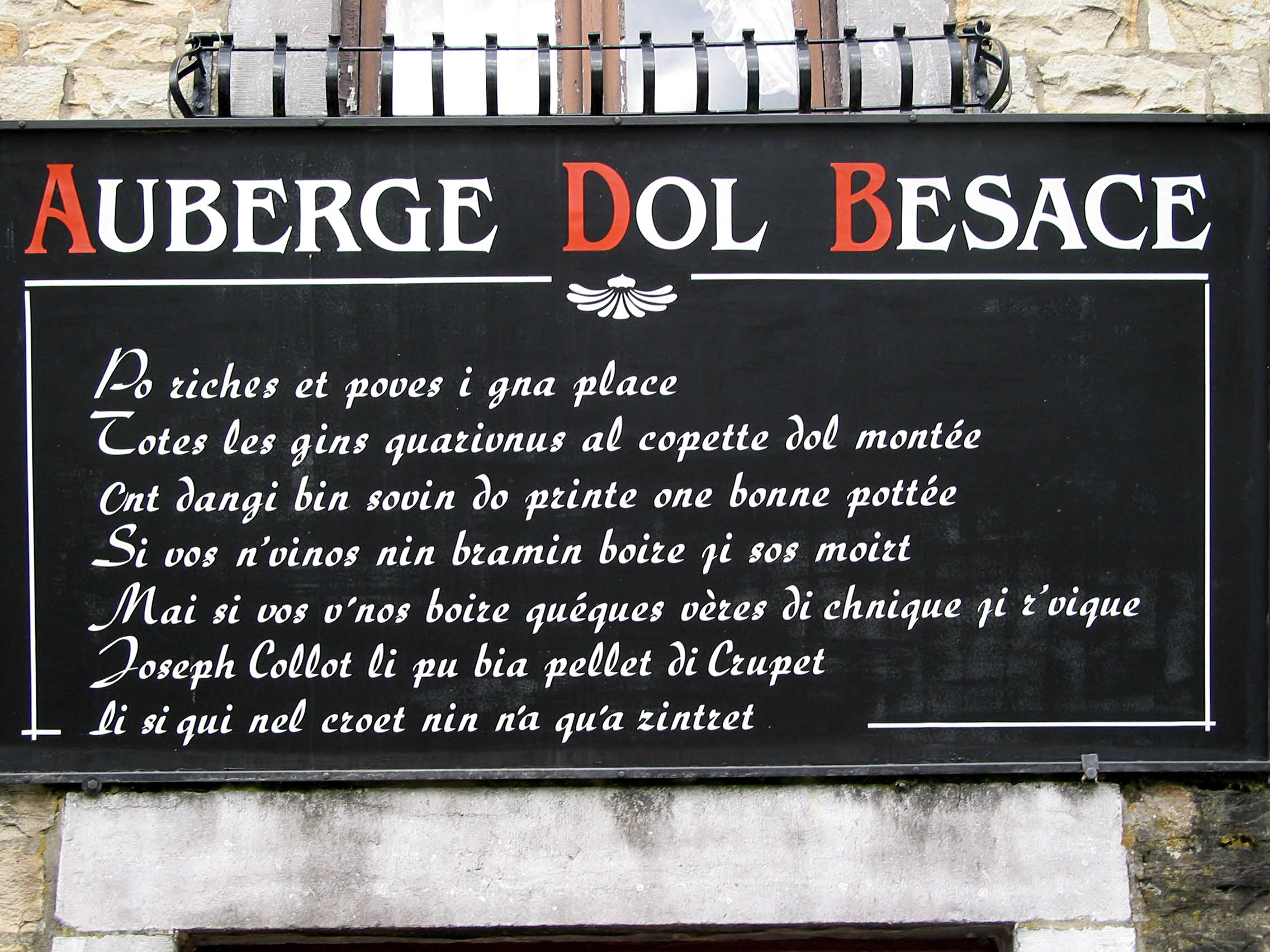
Cửa hàng tại Crupet
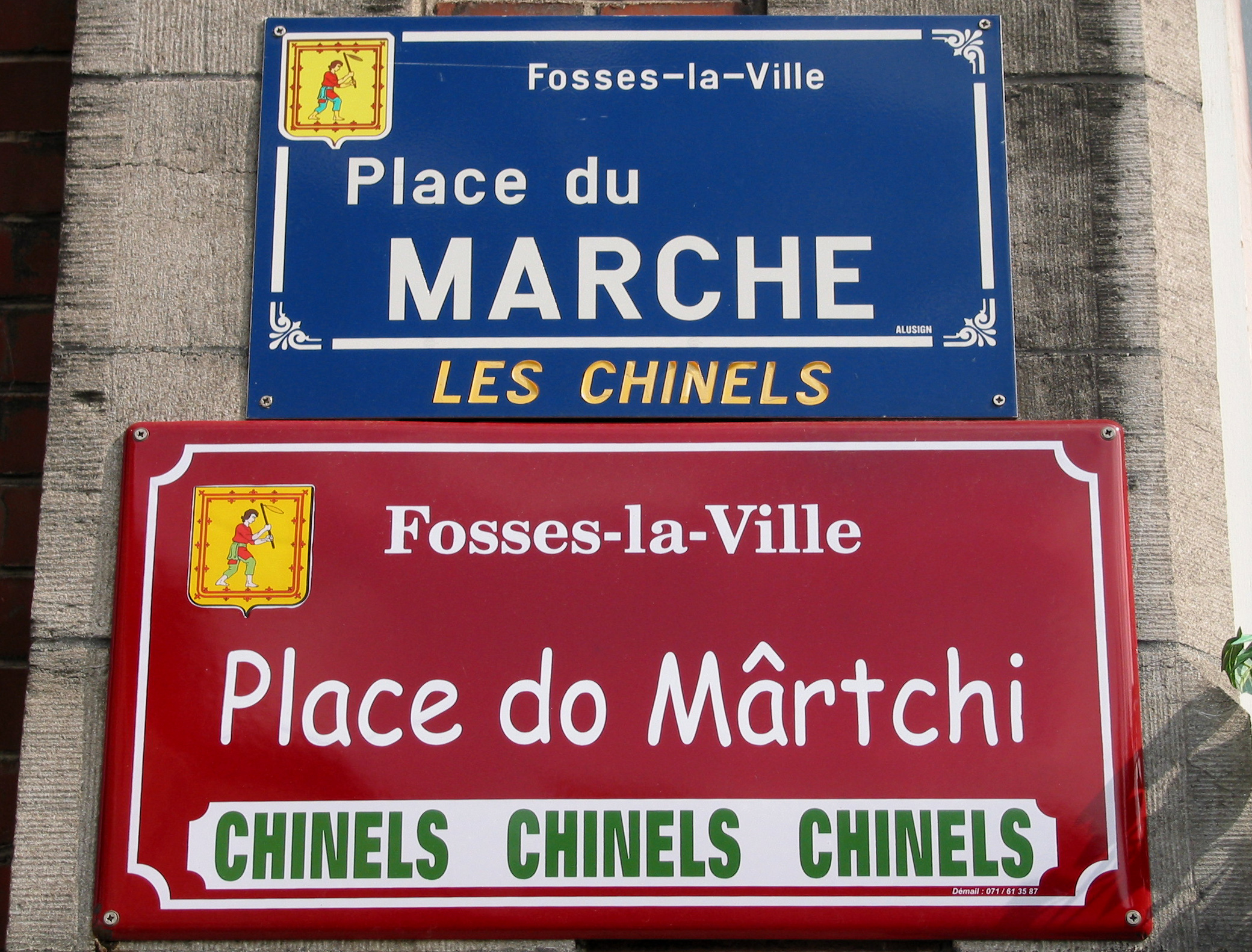
Tiếng Pháp và tiếng Wallon tại Fosses-la-Ville